# Madinat Hamad
Madinat Hamad (arabo مدينة حمد) è una città che si trova nella parte settentrionale del Bahrein. Una volta municipalità del regno, ora il suo territorio fa parte del Governatorato del Nord. Il nome si riferisce all'attuale sovrano del Bahrein, Hamad ibn Isa Al Khalifah.

## Storia
Hamad è stata fondata nel 1984 come centro per i meno abbienti, dove il governo costruì case popolari per coloro che non potevano permettersi i prezzi sempre crescenti praticati nelle altre zone dello Stato.
Nel 1990 il governo aprì le porte ai kuwaitiani che stavano subendo gli effetti della guerra del Golfo, provocata dall'Iraq. Per questi scampati costruì case e scuole a Hamad permettendogli di usufruire dei servizi cittadini. Nel 1991, alla fine della guerra, i kuwaitiani tornarono in patria. Nel 2001 il governo attribuì gratuitamente le case a chi le stava abitando.

## Geografia fisica
Hamad si trova a circa 18 chilometri dalla capitale Manama e 19 dall'aeroporto. È vicina all'area di Sakheer, dove si trova il circuito di Formula 1 (Bahrain International Circuit), che è il più grande circuito motoristico del Medio Oriente.
Le città più vicine sono Hamala a nord, Ar Rifa e Awali ad est.

## Governo
Hamad fa parte del Governatorato del Nord, uno dei 5 governatorati del paese.

## Economia
Gli abitanti di Hamad per la maggior parte lavorano a Manama. Hamad è per lo più una città residenziale, ma è presente anche un grande centro commerciale, il Sooq Waqif, che contribuisce a dare lavoro agli abitanti della città.

## Infrastrutture e trasporti
L'Aeroporto Internazionale del Bahrein si trova a 19,7 km da Hamad.

## Istruzione
Ad Hamad si trova il campus principale dell'Università del Bahrein.